# Питър Капалди
Питър Капалди е шотландски актьор, режисьор и сценарист. Известен е с ролята на Малкълм Тъкър в сериала „The Thick of It“.
Той е сценарист и режисьор на „Franz Kafka's It's a Wonderful Life“, който през 1995 г. печели награда Оскар за игрален късометражен филм. От 25 декември 2013 година изпълнява ролята на Доктора в сериала „Доктор Кой“.